# Hermann Nordmann (Politiker)
Hermann Nordmann (* 24. Januar 1880 in Bad Harzburg; † 11. Juli 1962 ebenda) war ein deutscher Kommunalpolitiker (DVP, CDU). Er war von 1946 bis 1956 Bürgermeister von Bad Harzburg.

## Leben
Hermann Nordmann wurde 1880 als Sohn des gleichnamigen Tischlermeisters und dessen Ehefrau Marie, geb. Engelke, geboren. Sein älterer Bruder war der Mediziner Otto Nordmann. Hermann erhielt im väterlichen Betrieb eine Ausbildung zum Tischler und übernahm nach dem Tod des Vaters 1901 gemeinsam mit seinem Bruder Alfred (1878–1943) die Tischlerei. Nordmann war während der Weimarer Republik als Mitglied der nationalliberalen DVP ehrenamtlich politisch tätig. Während der Tagung der antidemokratischen Harzburger Front am 11. Oktober 1931 wurde er in einen gewalttätigen Streit mit SA-Männern, die den Tagungsraum im Kurhaus bewachten, hineingezogen. Nach der Machtergreifung wurden Nordmanns Familie und sein Betrieb zwischen 1933 und 1945 wiederholt mit Repressalien durch die nationalsozialistischen Machthaber belegt.
Kurz vor Ende des Zweiten Weltkriegs setzten die US-Truppen am 23. April 1945 Nordmann als kommissarischen Bürgermeister von Bad Harzburg ein. Am 5. Juni wurde die Stadt an die britische Besatzungszone übergeben. Im Juli übertrug Nordmann sein Amt an den ehemaligen Bürgermeister Walther Bode, blieb jedoch Ratsherr. Die britische Militärregierung führte nachfolgend kommunale Umstrukturierungen durch, in deren Folge Nordmann im März 1946 gewählter Bürgermeister und Walther Bode erster Stadtdirektor wurde. Nordmann wurde in seinem Amt bis 1956 mehrfach bestätigt. Während seiner Amtszeit gehörte die Integration der Flüchtlinge und Vertriebenen zu den drängendsten Aufgaben.

## Ehrungen
Nordmann wurde 1961 mit dem Bundesverdienstkreuz Erster Klasse geehrt.